# Адам Делимханов
Адам Султанович Делимханов (рус. Адам Султанович Делимханов; Беној, 25. септембар 1969) руски је политичар чеченског порекла и посланик у Државној думи од 2007. године. Био је потпредседник Владе Чеченије од 2006. до 2007. године. Проглашен је Херојем Руске Федерације 26. априла 2022. године.
Активисти за људска права и новинари у Русији више пута су оптуживали Делимханова за озбиљна кршења људских права.

## Биографија
Рођен је 25. септембра 1969. године у селу Беној, тада у Чеченско-Ингушкој АССР. Рођак је Рамзана Кадирова, актуелног лидера Чеченије. Од 1987. до 1989. године служио је војни рок у Војсци Совјетског Савеза. Након завршетка војног рока радио је као механичар, а касније и као добављач за једну компанију. Године 1994. године дипломирао је на Чеченском државном универзитету.
У другој половини 1990-их био је возач чеченског сепаратистичког команданта Салмана Радујева, али је након избијања Другог чеченског рата прешао на страну руских снага. Од марта 2000. до августа 2003. године радио је у министарству унутрашњих послова. Преживео је покушај атентата 2001. године. Од 2003. до 2006. године био је командант пука Управе за приватно обезбеђење МУП-а Чеченске Републике за заштиту нафтних и гасних објеката.
Дана 18. јула 2006. године именован је за потпредседника Владе Чеченске Републике и обављао је ову функцију до децембра 2007. године када је изабран за посланика у Државној думи као члан Јединствене Русије. Рамзан Кадиров је 2009. године именовао Делимханова као свог наследника у случају своје смрти.
Делимханов је 3. децембра 2013. године у Државној думи ушао у вербални сукоб са послаником Алексејем Журављевом током којег је избила туча. Према речима очевидаца, Делимханову је током туче испао златни пиштољ.
Од јула 2014. године налази се под санкцијама САД због оптужби за организовани криминал.
Делимханов је 1. фебруара 2022. године уживо на Instagram-у обећао да ће одсећи главе члановима породице судије Сајдија Јангулбајева и онима који буду превели видео на руски. Претходно је породици Јангулбајев претио и лидер Чеченије Рамзан Кадиров.
Од 24. марта 2022. године, након почетка инвазије Русије на Украјину, Делимханов командује Кадировцима у бици за Маријупољ. За заслуге у бици за Маријупољ, председник Владимир Путин га је прогласио Херојем Руске Федерације.
Редовни је члан Руске академије за питања безбедности, одбране и спровођења закона, коју је основао ФСБ.

## Богатство
На ранг листи 500 руских милијардера коју је почетком 2011. године саставио магазин Финанс, Адам Делимханов је заузео 314. место. Његов капитал је процењен на 300 милиона америчких долара или 9,1 милијарди рубаља.